# Barbara Ehrenreich

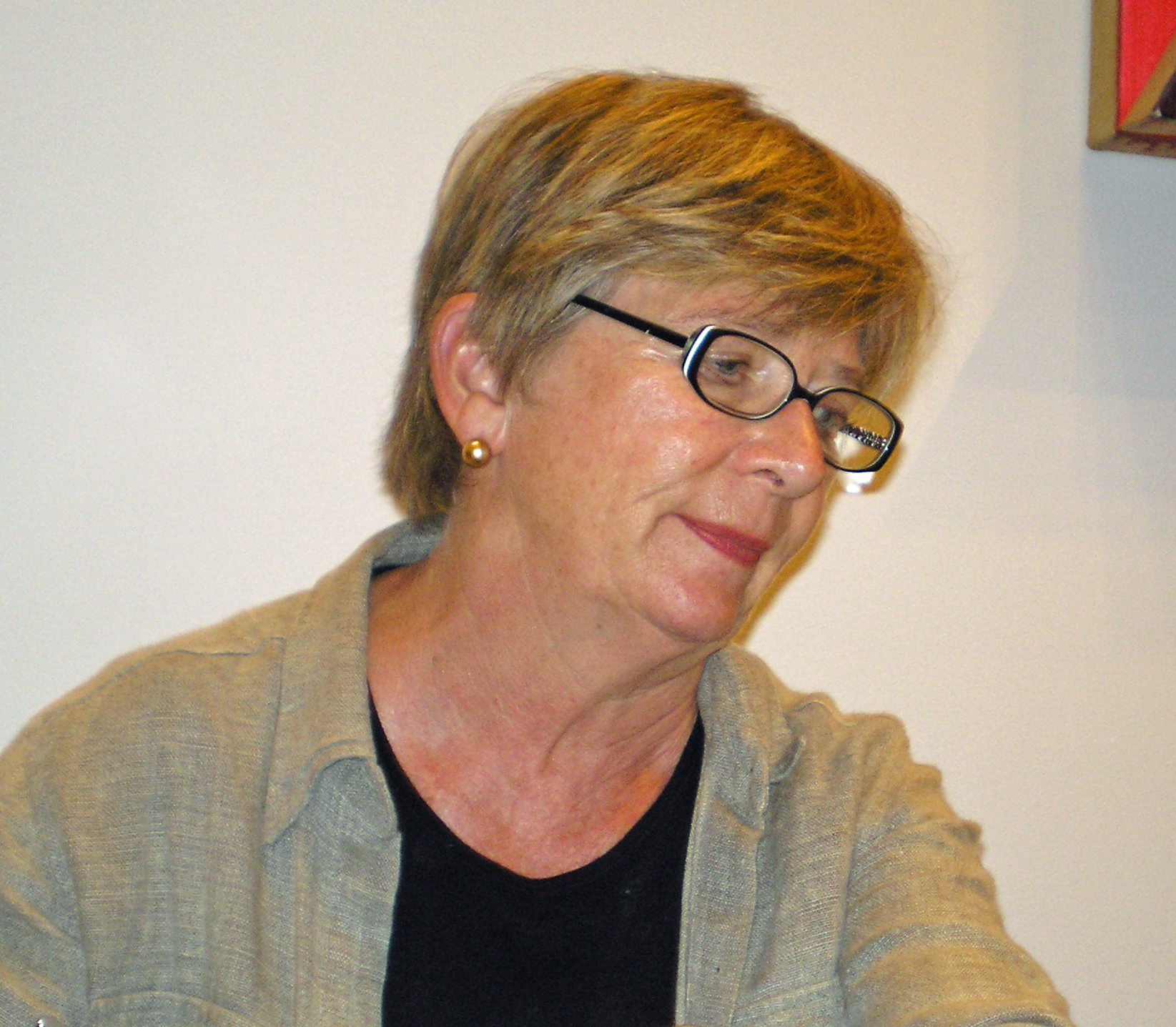
Barbara Ehrenreich (2006)

Barbara Ehrenreich (* 26. August 1941 als Barbara Alexander in Butte, Montana; † 1. September 2022 in Alexandria, Virginia) war eine US-amerikanische Sachbuch-Autorin und Kolumnistin.

## Leben
Barbara Alexander studierte Physik am Reed College und machte ihren Abschluss 1963. Fünf Jahre später schloss sie mit einer Doktorarbeit in Zellbiologie an der Rockefeller University ihre naturwissenschaftliche akademische Karriere ab.
Fortan arbeitete sie journalistisch, lehrte und widmete sich den Zeitläufen der 1968er entsprechend politischen Themen. Ihren ersten Ehemann, John Ehrenreich, lernte sie während einer Anti-Vietnamkrieg-Kampagne kennen. Sie war die erste Vorsitzende der Demokratischen Sozialisten Amerikas.
Zwischen 1991 und 1997 war Ehrenreich eine ständige Kolumnistin des Nachrichtenmagazins Time. Später schrieb sie regelmäßig eine Kolumne für The Progressive. Journalistisch war Ehrenreich häufig tätig für die New York Times, Mother Jones, The Atlantic Monthly, Ms., The New Republic, Salon.com und weitere.
In den Jahren 1998 und 2000 hatte sie Lehraufträge für Essay-Schreiben an der Journalistenschule Graduate School of Journalism an der University of California in Berkeley.
In den Folgejahren veröffentlichte sie mehrere Sachbücher, die Aufsehen erregten. Als investigative Journalistin recherchierte sie jeweils monatelang mit Undercover-Identitäten die Bewerbungslage und Arbeitswelt der McJobs und der mittleren Angestellten in den USA. Nach einer Brustkrebserkrankung setzte sie sich kritisch mit dem positiven Denken und der positiven Psychologie auseinander. Diese Kritik veröffentlichte sie unter anderem in dem Buch Smile or Die: Wie die Ideologie des positiven Denkens die Welt verdummt.
Im Jahr 2006 gründete Ehrenreich United Professionals, „eine gemeinnützige, überparteiliche Mitgliederorganisation für Angestellte, unabhängig von Beruf und Beschäftigungsstatus“, die sich „an alle arbeitslosen, unterbeschäftigten und prekär beschäftigten Arbeitnehmer“ wendet.
2018 wurde sie mit dem Erasmuspreis ausgezeichnet. Sie starb im Spätsommer 2022 im Alter von 81 Jahren an den Folgen eines Schlaganfalls.
Sie war mit John Ehrenreich von 1966 bis zur Scheidung 1977 und mit Gary Stevenson von 1983 bis zur Scheidung 1993 verheiratet. Ihre Tochter Rosa Brooks ist Juraprofessorin, Journalistin und Autorin und ihr Sohn Ben Ehrenreich ist Journalist.

## Werke

### Sachbücher
- The Uptake, Storage, and Intracellular Hydrolysis of Carbohydrates by Macrophages (mit Zanvil Cohn) (1969)
- Long March, Short Spring the Student Uprising at Home and Abroad (1969)
- The American Health Empire: Power, Profits, and Politics (1971)
- Witches, Midwives, and Nurses: A History of Women Healers (mit Deirdre English) (1972)
- Complaints and Disorders: The Sexual Politics of Sickness (mit Deirdre English) (1973)
- For Her Own Good: Two Centuries of the Experts’ Advice to Women (mit Deirdre English) (1978)
- Women in the Global Factory (mit Annette Fuentes) (1983)
- Re-Making Love: The Feminization of Sex (mit Elizabeth Hess und Gloria Jacobs) (1986)
- The Hearts of Men: American Dreams and the Flight from Commitment (1987)
- The Mean Season (mit Fred L. Block, Richard A. Cloward und Frances Fox Piven) (1987)
- Fear of Falling: The Inner Life of the Middle Class (1989)
- The Worst Years of Our Lives: Irreverent Notes from a Decade of Greed (1990)
- Blutrituale. Ursprung und Geschichte der Lust am Krieg.  (1999)
- The Snarling Citizen: Essays (1995)
- Nickel and Dimed: On (Not) Getting By In America (2001)
- Global Woman: Nannies, Maids, and Sex Workers in the New Economy (Hrsg., mit Arlie Russell Hochschild) (2003)
- Bait and Switch: The (Futile) Pursuit of the American Dream (2005)
- Dancing in the Streets: A History of Collective Joy (2007)[4]
- Bright-Sided: How the Relentless Promotion of Positive Thinking Has Undermined America (2009)
Taschenbuch-Ausgabe: Smile or Die: How Positive Thinking Fooled America and the World
- Living with a Wild God: A Nonbeliever's Search for the Truth about Everything (2014)
- Natural Causes: An Epidemic of Wellness, the Certainty of Dying, and Killing Ourselves to Live Longer (2018)

### Roman
- Kipper’s Game (1994)

### Essays
- In Defense of Talk Shows. In: Time. 4. Dezember 1995.
- Welcome to Cancerland (2001 National Magazine Award Finalist).
- A New Counterterrorism Strategy: Feminism (2005 AlterNet).
- The charge: gynocide. In: Mother Jones (investigativer Journalismus über den Dalkon Shield in der Dritten Welt).[5]
- Fight for Your Right to Party. In: Time Magazine. 18. Dezember 2006.

### Im Ausland erschienene Übersetzungen
auf Deutsch:
- Hexen, Hebammen und Krankenschwestern (mit Deirdre English), Frauenoffensive, München 1975
- Zur Krankheit gezwungen (mit Deirdre English), Frauenoffensive, München 1976
- Die Herzen der Männer: Auf der Suche nach einer neuen Rolle, rororo, Reinbek 1984
- Gesprengte Fesseln: 20 Jahre Kampf um eine weibliche Sexualität und was wir damit gewonnen haben (mit Elisabeth Hess, Gloria Jacobs), Goldmann, München 1988
- Angst vor dem Absturz: Das Dilemma der Mittelklasse, Verlag Antje Kunstmann, München 1992
- Blutrituale: Ursprung und Geschichte der Lust am Krieg, Verlag Antje Kunstmann, München 1997
- Arbeit poor. Unterwegs in der Dienstleistungsgesellschaft, dt. von Niels Kadritzke, Verlag Antje Kunstmann, München 2001, ISBN 978-3-88897-283-6.
- Wollen wir ewig leben? Die Wellness-Epidemie, die Gewissheit des Todes und unsere Illusion von Kontrolle, dt. von Ursel Schäfer/Enrico Heinemann, Verlag Antje Kunstmann, München 2018, ISBN 978-3-95614-234-5.
- Qualifiziert und arbeitslos: Eine Irrfahrt durch die Bewerbungswüste, 2006
- Smile or Die: Wie die Ideologie des positiven Denkens die Welt verdummt, 2010

Auf Finnisch:
- Nälkäpalkalla (Nickel and Dimed), 2003
- Petetty keskiluokka (Bait and Switch), 2006

Auf Französisch:
- L’Amérique pauvre: Comment ne pas survivre en travaillant, 2005

Spanisch:
- Por cuatro duros: Cómo (no) apañárselas en Estados Unidos, 2003
- Una historia de la alegría: el éxtasis colectivo de la Antigüedad a nuestros días, 2008

Schwedisch:
- Det manliga hjärtat: revolten mot försörjarrollen, 1984
- Barskrapad: konsten att hanka sig fram, 2002

Portugiesisch:
- Ritos de Sangue: Um estudo sobre as origens da guerra, 2000
- Salário de Pobreza: Como (não) sobreviver na América, 2004